# Alexander Coosemans

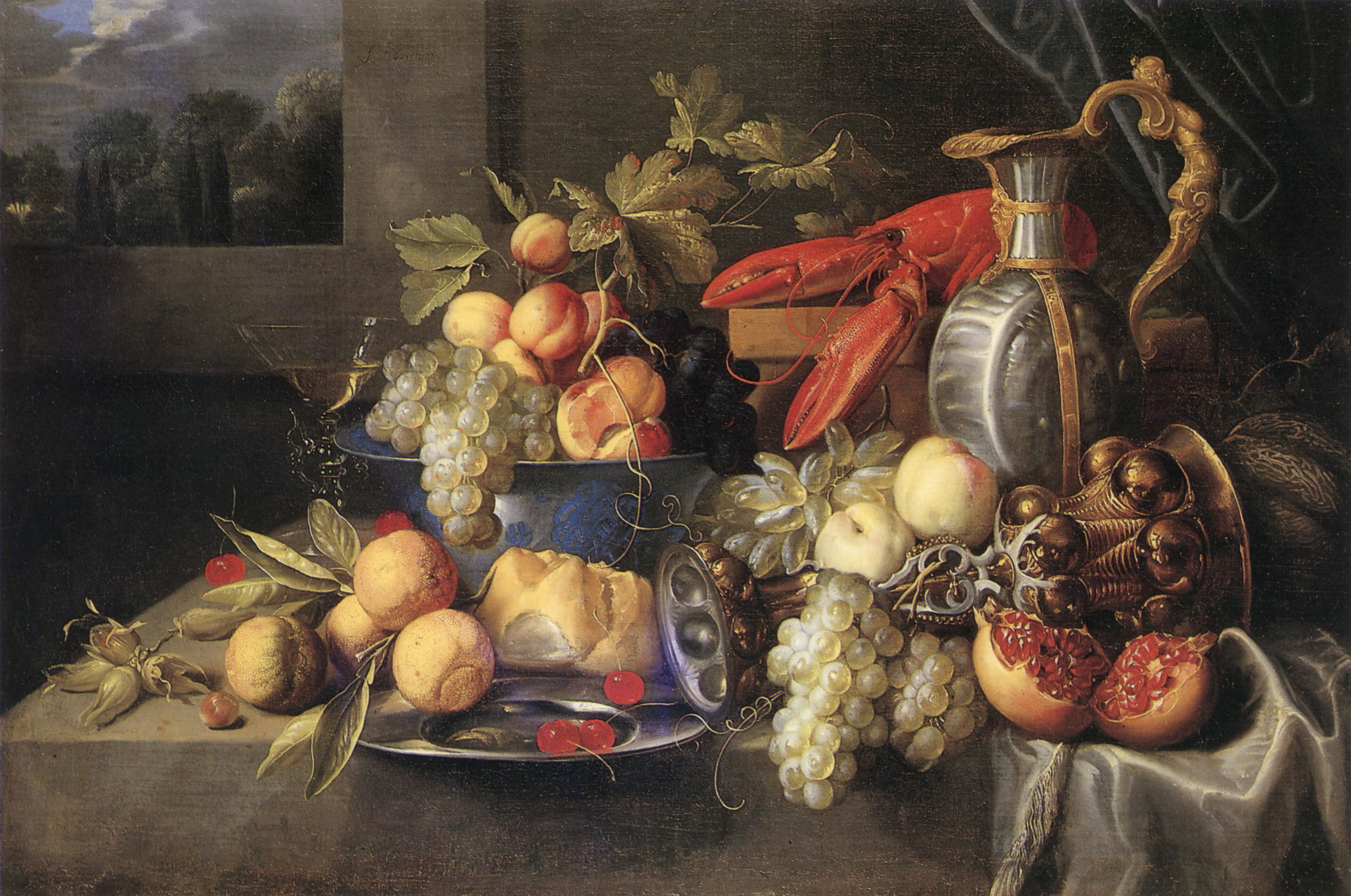
Stilleven met kreeft en brood

Alexander Coosemans (Antwerpen, 1627 - aldaar, 1689) was een Vlaamse barokschilder. Hij vervaardigde stillevens, met vruchten, bloemen en gevogelte, soms met jacht- en vanitaselementen.

## Leven
Over het leven van Coosemans is weinig bekend. Hij werd geboren in Antwerpen, waar hij op 18 maart 1627 werd gedoopt. Zijn vader was een Brusselse timmerman die in 1617 poorter van Antwerpen was geworden. Zijn moeder was Geertruid Beeck. Zijn vader had een succesvolle lakenhandel en kon het zich veroorloven zijn zoon naar een goede leermeester te sturen.
Coosemans werd in 1641 leerling van Jan Davidsz de Heem, de belangrijkste stillevenschilder in de Nederlanden. In 1645 werd hij vtijmeester in het Sint-Lucasgilde van Antwerpen.

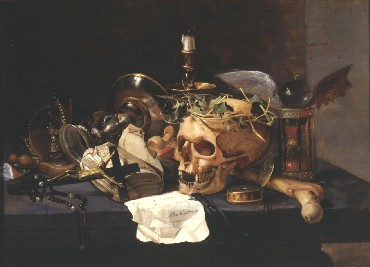
Vanitas

Tussen 1649 en 1651 verbleef hij in Italië. Hier werkte hij aan opdrachten voor de Doria-Pamphili-Landi en leverde naar verluidt stillevenelementen van fruit en bloemen voor decoratieve schilderijen van Pasquale Chiesa in het Palazzo del Principe (ook wel 'villa di Andrea Doria' genoemd) in Genua en het Palazzo Doria Pamphilj in Rome.
Coosemans keerde in 1651 terug naar Antwerpen. Hij bleef vrijgezel en zou in Antwerpen hebben gewoond tot zijn dood op 28 oktober 1689.Coosemans werd op 18 maart 1627 gedoopt. Reeds in 1641 ging hij in de leer bij Jan Davidsz. de Heem, een van de befaamdste meesters in het genre uit de 17e eeuw. In 1645 werd hij lid van het Antwerpse Sint-Lucasgilde.
In de periode 1649 reisde de schilder naar Rome. In 1651 was hij terug in Antwerpen, waar hij zijn verdere leven actief zou blijven.

## Werk
Een groot aantal van Coosemans' stillevens kan worden gekarakteriseerd als 'vanitas' stillevens en 'pronkstillevens'.  De stillevens zouden een moralistische, verborgen betekenis hebben.